# Betty Robinson
Betty Robinson, född 23 augusti 1911 i Riverdale i Illinois, död 18 maj 1999, var en amerikansk friidrottare som tävlade under 1920-talet och 1930-talet i kortdistanslöpning.
Robinsons första mästerskap var de olympiska sommarspelen 1928 i Amsterdam där hon blev den första kvinnan att vinna guld på 100 meter. Segertiden innebar även ett nytt världsrekord på distansen. Hon var även med i det amerikanska stafettlag som blev bronsmedaljörer på 4 × 100 meter.
1931 var Robinson med om en flygolycka och skadades svårt. Hon kunde inte gå på två år och missade hemma-OS 1932. Trots skadan var hon tillbaka till de olympiska sommarspelen 1936 i Berlin där hon blev guldmedaljör med det amerikanska stafettlaget på 4 × 100 meter. 
Efter sin aktiva tid arbetade hon med friidrottsfrågor som funktionär. Hon dog i cancer 1999.